# Nimbus makowskyi
Nimbus makowskyi är en skalbaggsart som beskrevs av Koshantschikov 1891. Nimbus makowskyi ingår i släktet Nimbus och familjen Aphodiidae. Inga underarter finns listade i Catalogue of Life.